# Philip Christoph Becker
Philip Christoph Becker (Coblenza, 1674 – Vienna, 1743) è stato un incisore tedesco di conii e di gemme.

## Biografia
Philip Christoph Becker nacque a Coblenza nel 1674, studiò e si formò a Vienna sotto la guida di Seidlitz.
Philip Christoph Becker lavorò al servizio dell'imperatore Giuseppe I d'Asburgo e di Carlo VII di Baviera.
Il 15 marzo 1736 ricevette la carica di ufficiale incisore di conii e di gemme di corte imperiale, mentre in precedenza lavorò anche in Tirolo e a Nancy.
Fu attivo anche a San Pietroburgo, dove incise i sigilli di Pietro il Grande, oltre a riformare e migliorare i tipi di monete, ottenendo da Pietro il Grande molta considerazione e ammirazione.
Fra i conii più importanti sono da ricordare quelli per l'incoronazione di Carlo VI d'Asburgo, per Francesco I di Lorena, per Maria Teresa d'Austria e Francesco I di Lorena (1740), per l'arciduca Giuseppe (1741), per la fondazione del Gabinetto Numismatico di Vienna.
Fra le pietre dure (incise sigilli di molti principi tedeschi) si ricorda quella con il ritratto di Carlo VI, del 1711, con la firma P. C. B., conservata nel Münzkabinett di Vienna, e quella con i busti dell'imperatore e della consorte con il principe Eugenio.
Philip Christoph Becker morì a Vienna nel 1743.